# Castilleja bella
El pincel de indio de Arteaga (Castilleja bella) es una planta herbácea de la familia Orobanchaceae (antes se encontraba en la familia Scrophulariaceae); el género Castilleja está dado en honor al profesor Domingo Castillejo, instructor de botánica en Cádiz, España en el siglo XVIII.

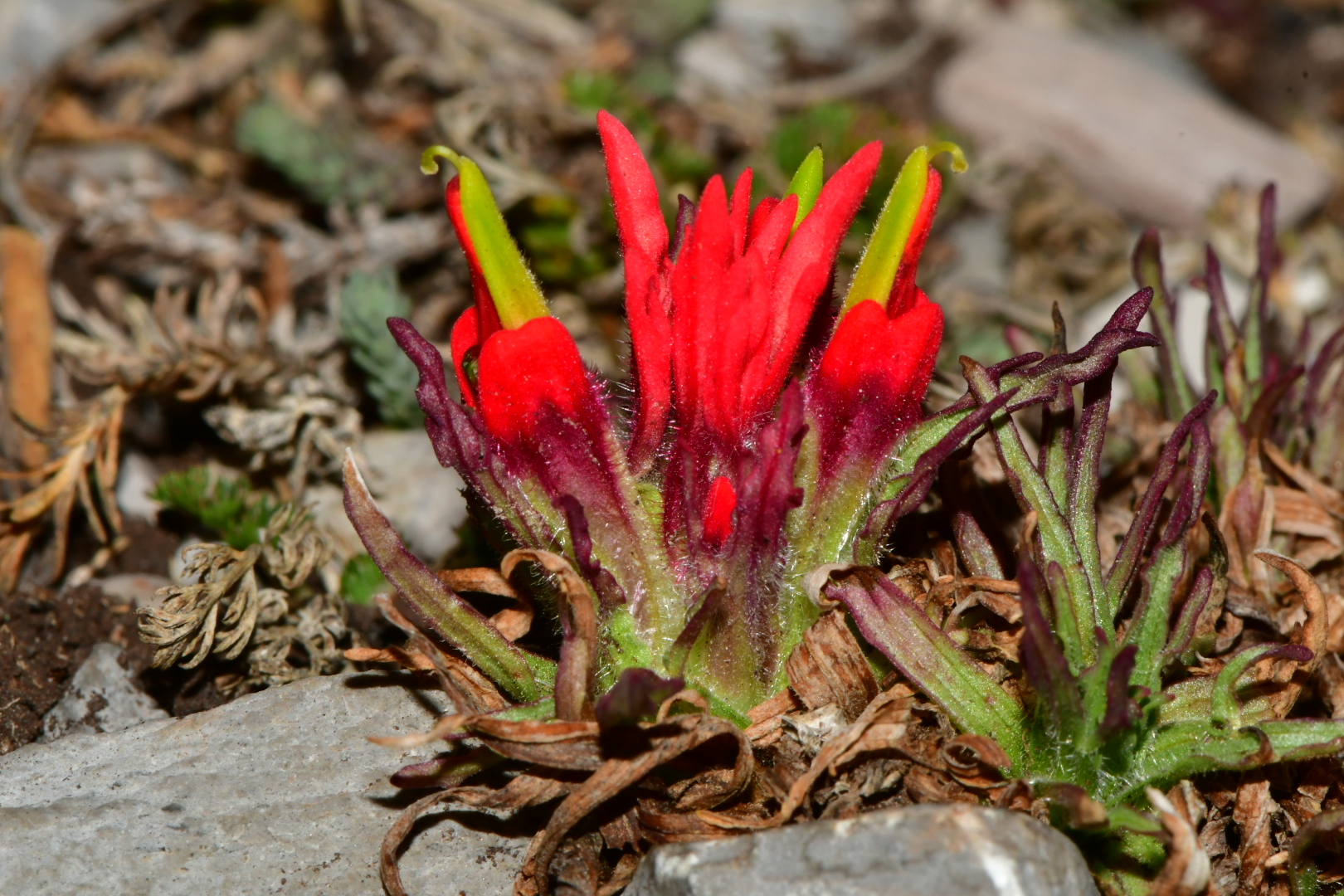
Castilleja bella

## Clasificación y descripción
Esta especie pertenece a la familia Orobanchaceae, dentro del orden Lamiales; es una planta herbácea anual, de no más de 6 cm de altura y 10 cm de ancho, sus hojas son enteras, sésiles, dispuestas en roseta; las flores son solitarias, con dos brácteas prominentes, con la porción terminal de las mismas teñida de color rojo, las brácteas están cubiertas por pelillos lanosos blancos muy conspicuos.

## Distribución
Es endémica de México, se ha registrado en los estados de Nuevo León y Coahuila, aunque seguramente habita también en Tamaulipas. Habita en montañas por arriba de los 2,500 m s. n. m.

## Hábitat
Habita en bosques de coníferas, en pradera alpina y sub alpina, justo en el límite de la vegetación arbórea.

## Estado de conservación
En México se considera endémica, aunque no se encuentra en ninguna categoría de protección, ni en la Lista Roja de la IUCN (International Union for Conservation of Nature) ni en CITES (Convención sobre el Comercio Internacional de Especies Amenazadas de Fauna y Flora Silvestres). Su distribución se restringe a ciertos hábitats muy particulares.